# دم‌قاطری
دُم‌قاطری (Hippuris) گیاهی است در تیره دم‌قاطریان.
دم‌قاطریان (Hippuridaceae) تیره‌ای از نعناسانانِ علفی آبزی با گُل‌پوش تحلیل‌یافته و برگ‌های فراهم است.
این گیاه در رده‌بندی کرونکوئیست ۱۹۸۸ در راستهٔ آب‌ستاره‌سانان (Callitrichales) قرار دارد.
گونه‌ها:
- دم‌قاطری معمولی، Hippuris vulgaris
  - دم‌قاطری کوهی، Hippuris montana
  - دم‌قاطری چهاربرگ، Hippuris tetraphylla